# Культура Турции
Культура Турции (тур. Türkiye'nin kültürü)—совокупность культур народов проживающих на территории Турции (турки и пр.).

## Язык
Современный турецкий язык напрямую восходит к огузскому — языку восточных турецких племён, когда-то населявших Центральную Азию и вытесненных в VIII—X вв. конкурирующими уйгурскими (также тюркскими) племенами на запад.
В течение последних нескольких веков турецкий язык подвергся существенному влиянию персидского и арабского языков, в связи с чем количество заимствованных из этих языков слов достигало временами 80 % турецкой лексики. До XX века существовал литературный язык Османской империи, достаточно сильно отличавшийся от разговорной турецкой речи — османский язык. Пантюркисты (в частности, И. Гаспринский) в конце XIX — начале XX вв. издавали журналы и газеты на языке, постепенно очищавшемся от заимствований, хотя и отличном от современного турецкого языка. Новый язык пропагандировали младотурки.
После основания Турецкой республики в 1923 году в 1930-е годы начался процесс замены иноязычных заимствований исконными турецкими словами. Этот процесс продолжается и в наши дни, хотя в турецком языке всё ещё можно встретить слова персидско-арабского происхождения наряду с их синонимами, сконструированными из тюркских корней.

## Кулинария

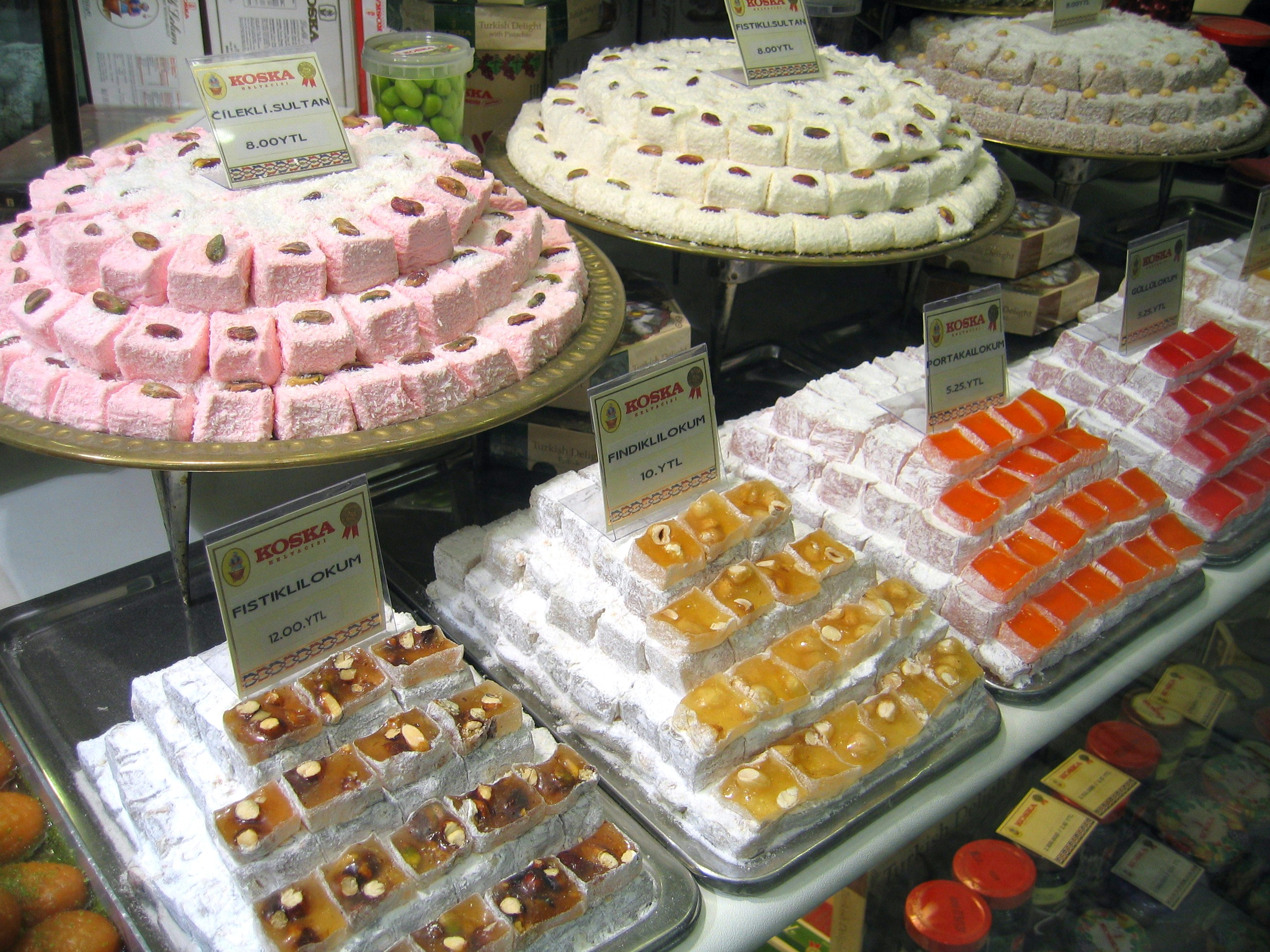
Разнообразие сортов рахат-лукума на витрине стамбульского магазина

Турецкая кулинария со времён Османской империи впитала в себя лучшие достижения тюркской, армянской, греческой, арабской кухни, что стало причиной её необычайного богатства и разнообразия. Кочевой образ жизни древних турок, неразрывно связанный с животноводством, обусловил большое разнообразие мясных блюд, наиболее известными из которых являются шиш-кебаб (ягнёнок на вертеле) и кебабпчис. По той же причине йогурт прочно вошёл в число традиционных приправ к кушаньям (таким, как Манты), а также в качестве самостоятельного напитка. Под влиянием итальянской кухни, получила большое распространение так называемая турецкая пицца. Оливковое масло является ингредиентом многих турецких блюд и широко используется в приготовлении пищи.

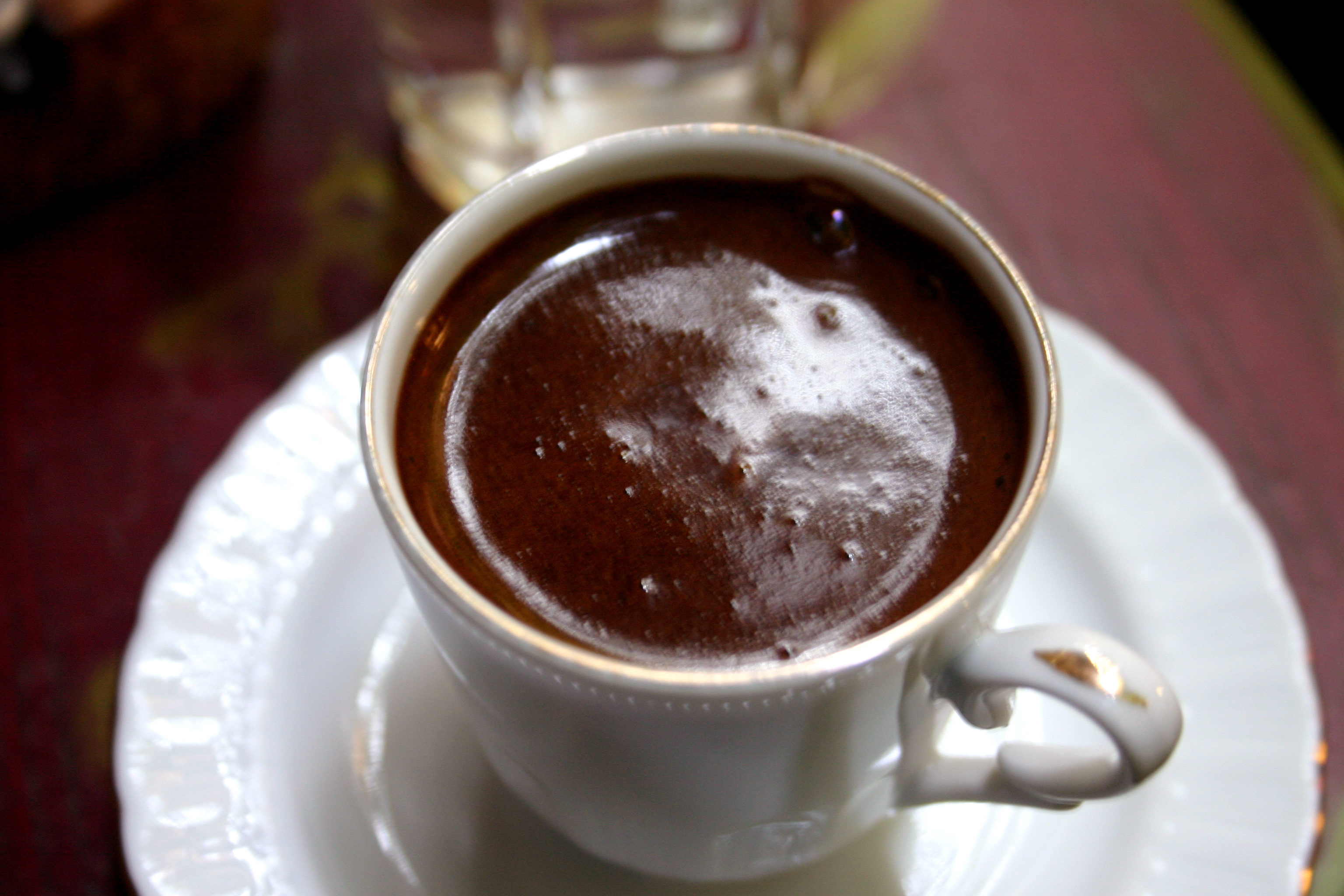
Турецкий кофе

Как и во многих государствах, в турецкой кухне параллельно развивались две традиции: простонародная и придворная. В то время, как обычная пища крестьян и животноводов была сравнительно простой и лёгкой для приготовления, придворная кухня турецких султанов отличалась особой изысканностью и аристократичностью. Эта изысканность выражалась в потрясающем многообразии блюд, которое отчасти достигалось мастерским использованием всевозможных соусов и специй. Со временем, эти две традиции слились воедино и современная турецкая кухня включает в себя как сравнительно простые блюда, так и блюда, требующие особого мастерства и незаурядного кулинарного искусства. Один лишь баклажан в качестве основного блюда может быть приготовлен десятками различных способов. Существует множество способов приготовления мяса, рыбы, овощей, пряностей и фруктов.
Особой популярностью как в Турции, так и в мире пользуются турецкие сладости и десерты. Местные десерты обычно сладкие (часто пропитаны медом) и зачастую состоят из фруктов, орехов и печенья в заманчивых сочетаниях.
Среди напитков популярны чай и турецкий кофе, а также местные вина. Ракы — виноградное бренди с анисовым запахом — также пользуется успехом.

## Литература

Намык Кемаль, видный турецкий поэт, романист и драматург поздне-оттоманского периода

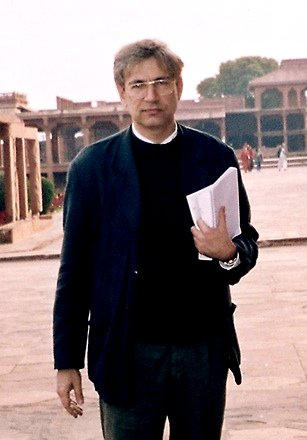
Орхан Памук, романист, лауреат Нобелевской премии в области литературы (2006)

## Архитектура

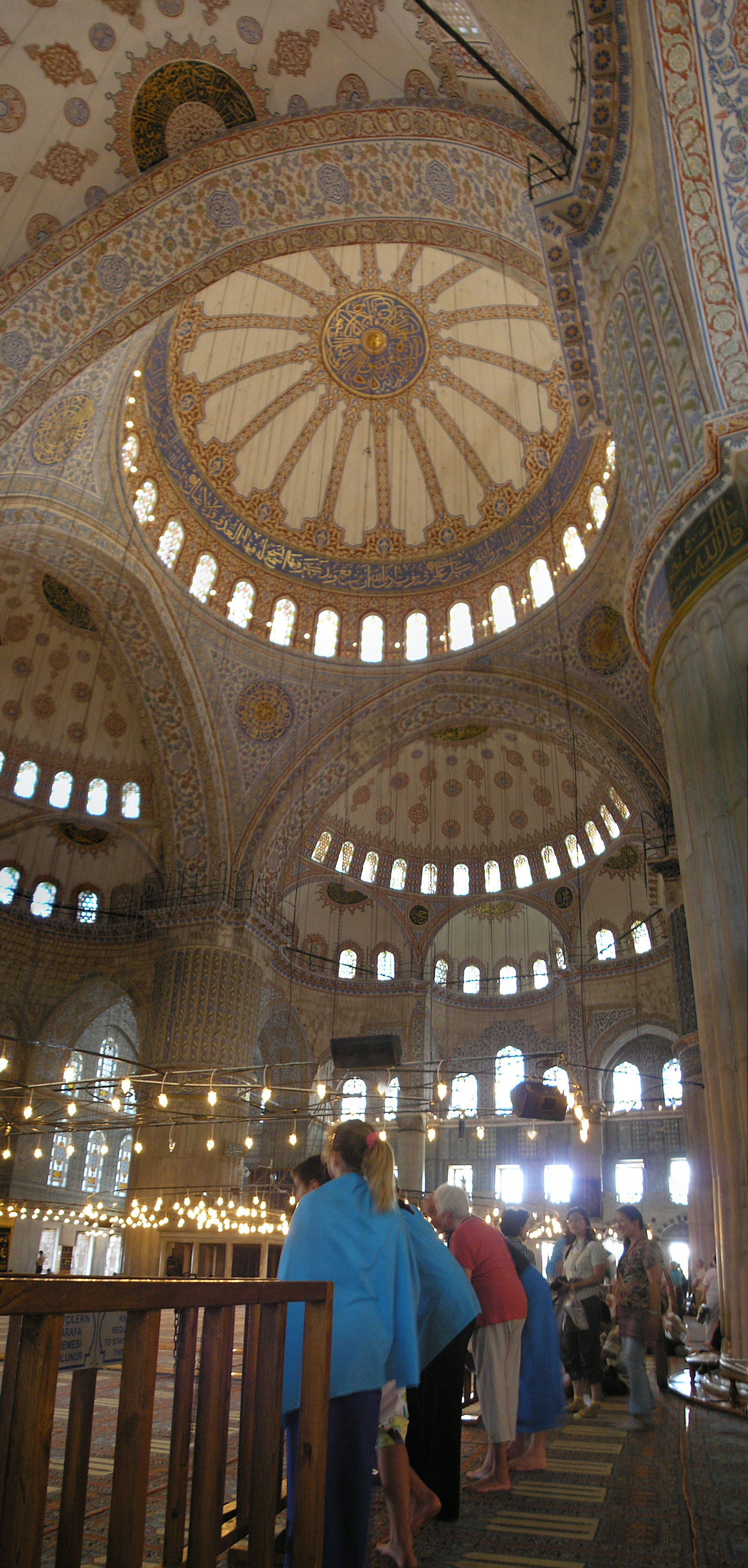
Голубая мечеть в г. Стамбуле

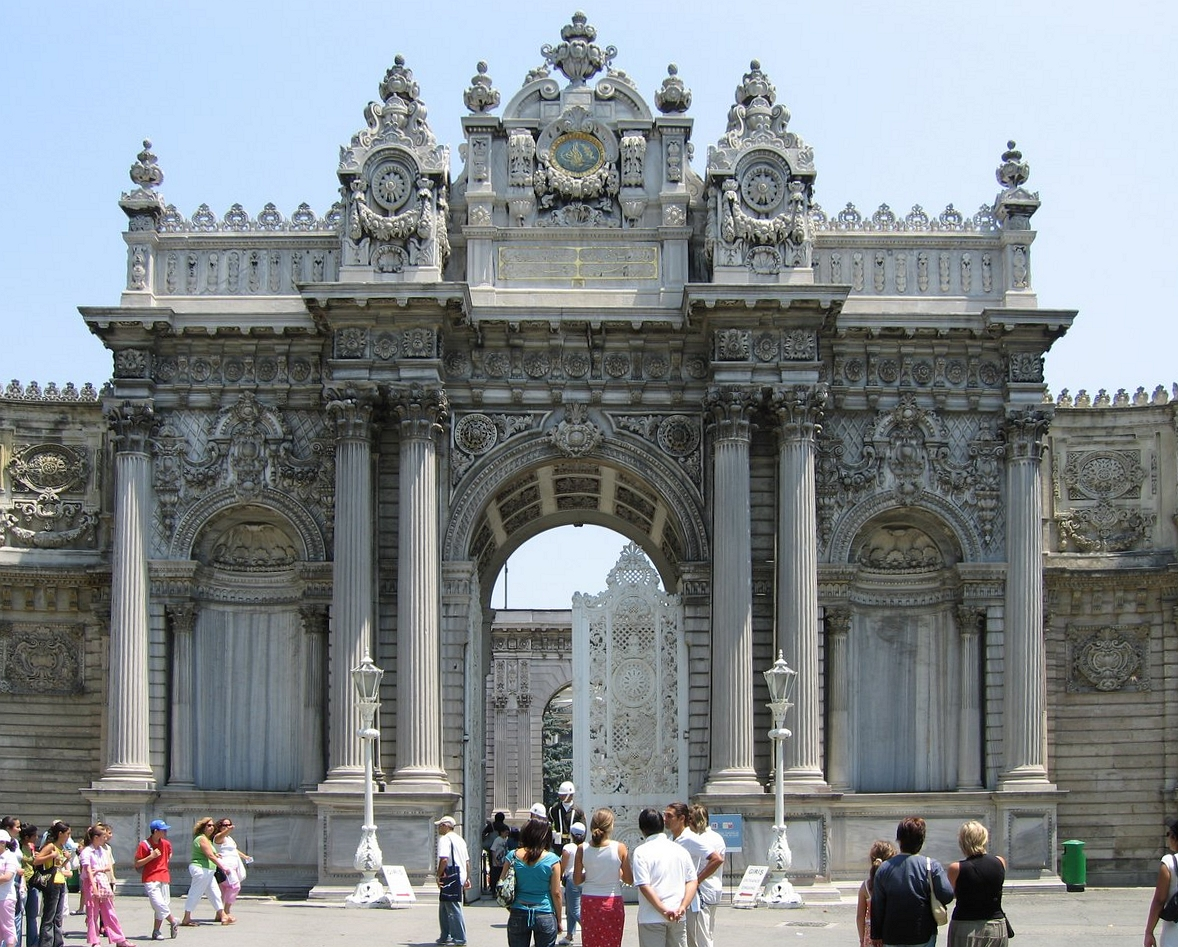
Ворота дворца Долмабахче, архитектор К. Балян

Историю турецкой архитектуры можно условно разделить на три основных периода: Сельджукский период (XII −XIII века), Османский период (XIV—XIX века) и современный период (XX век — начало XXI века). Внутри каждого из этих трёх периодов обычно выделяют несколько этапов. Как и у многих других народов, типичные жилища представителей наиболее широких социальных слоёв общества не представляют особого интереса, поэтому, говоря о турецкой архитектуре, обычно имеют в виду её наиболее яркие и выдающиеся образцы, представленные в наиболее знаменитых сооружениях, таких, как мечети, караван-сараи, медресе, правительственные сооружения, общественные бани и т. д.
Империя сельджуков, до прихода турок на территорию современной Анатолии в XI веке, включала в себя Иран — государство с высокой культурой и довольно развитой архитектурой. Турки привезли с собой из Ирана опыт и навыки, которые оказали значительное влияние на строительство и архитектуру сельджукского периода. Для сельджукского стиля характерны простота, элегантность и гармоничные пропорции всего здания, а также особая изысканность и богатство деталей входных ворот и парадных дверей. Многие сельджукские сооружения имели небольшой внутренний дворик.
Османский период характеризуется значительным влиянием византийской архитектуры, а также строительных традиций мамелюкского Египта. Например, знаменитый Собор Святой Софии, всемирно известный памятник византийского зодчества, стал примером для подражания и источником вдохновения для строителей многих сооружений османского периода. Для архитектуры османского периода особенно типичны величественные купола, своды и арки. В целом, архитектура османского периода характеризуется необычайным разнообразием и богатством стилей, в которых отражается синтез архитектурных традиций Ближнего Востока и Средиземноморья.
На современную турецкую архитектуру огромное влияние оказала политика секуляризации, начатая Кемалем Ататюрком. Если ранее мечети и медресе являлись основными образцами национальной архитектуры, то с середины 1920-х годов строительство мечетей, медресе и других культовых сооружений не поощрялось государством. В связи с этим резко усилилось влияние современной светской европейской (особенно немецкой) архитектуры. Этим объясняется отсутствие преемственности в стиле современной турецкой архитектуры. С 1920-х годов основными образцами архитектуры становятся офисы, музеи, гостиницы, правительственные сооружения и т. п. Главными чертами стиля становятся функциональность, простота, модернизм. Основоположниками современной школы турецкой архитектуры считаются Седат Хаккы Эльдем, Клеменс Хольцмайстер и Онат.

## Музыка

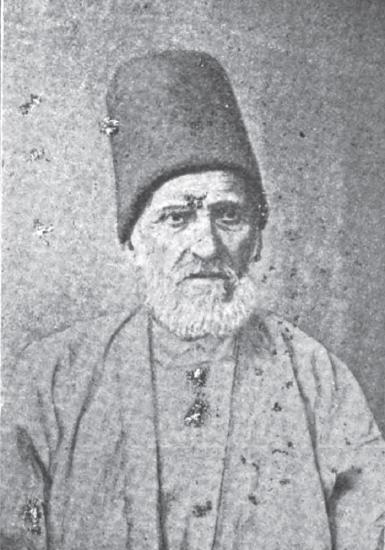
Деде Эфенди — крупнейший композитор, писавший классическую музыку

Турецкая музыка имеет многовековые традиции. Её корни уходят в раннее Средневековье, когда турки-сельджуки, перекочевав из Средней Азии, завоевали всю Малую Азию и расселились на полуострове. На новых территориях турки вошли в контакт с более древними культурами армян, греков и других народов. Музыкальная культура этих народов оказала значительное влияние на турецкую музыку, основу которой составляла фольклорная традиция, характерной чертой которой была пентатоника. Фольклорная музыка была и до сих пор остаётiся очень популярной.

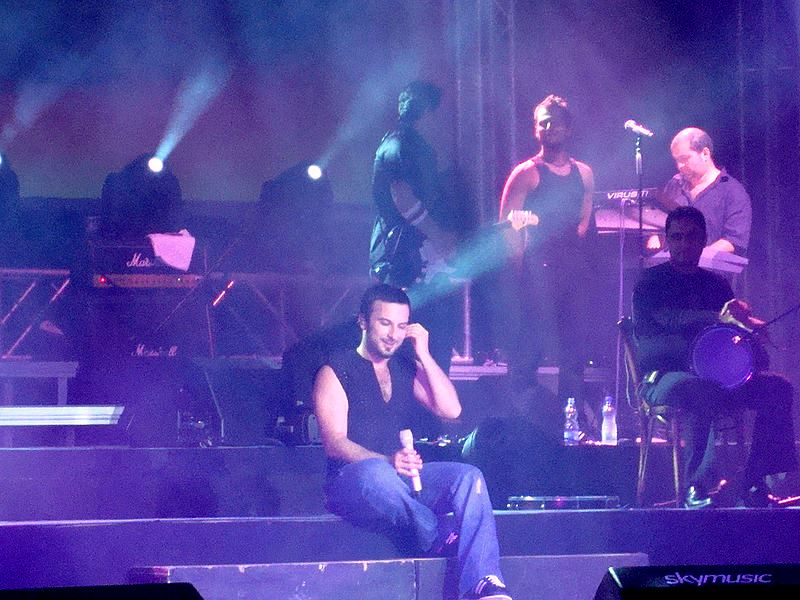
Таркан на концерте в Скопье

Во времена Османской империи сформировался новый музыкальный жанр — оркестровая военная музыка, которая сопровождала многие походы и кампании имперской армии. Турецкие марши янычар в XVIII веке стали популярными и в Европе, что нашло отражение в творчестве таких композиторов, как Гайдн, Бетховен и Моцарт. Хотя мода на турецкие марши была кратковременной, она привела к тому, что многие европейские оркестры начали активно использовать такие инструменты, как цимбалы, медные барабаны и колокольчики.
В XX веке турецкая музыка обогатилась новыми жанрами, первоначально возникшими в Европе. Тем не менее, симфонии, оперы, балет и т. п. не получили большого распространения в Турции.
Современная турецкая музыка развивается под сильным воздействием западной музыки. Это влияние ощущается в новых музыкальных жанрах, ставших особенно популярными среди молодёжи, в числе которых джаз, поп-музыка, рок-музыка, хип-хоп и т. д. Имена многих турецких поп-исполнителей стали известными и вне Турции, частично благодаря фестивалям Евровидения. В их числе — MaNga, Таркан, Сердар Ортач, Эмре Айдын, Хадисе, Теоман, Ханде Йенер, Мустафа Сандал, Сертаб Эренер и другие.

## Театр

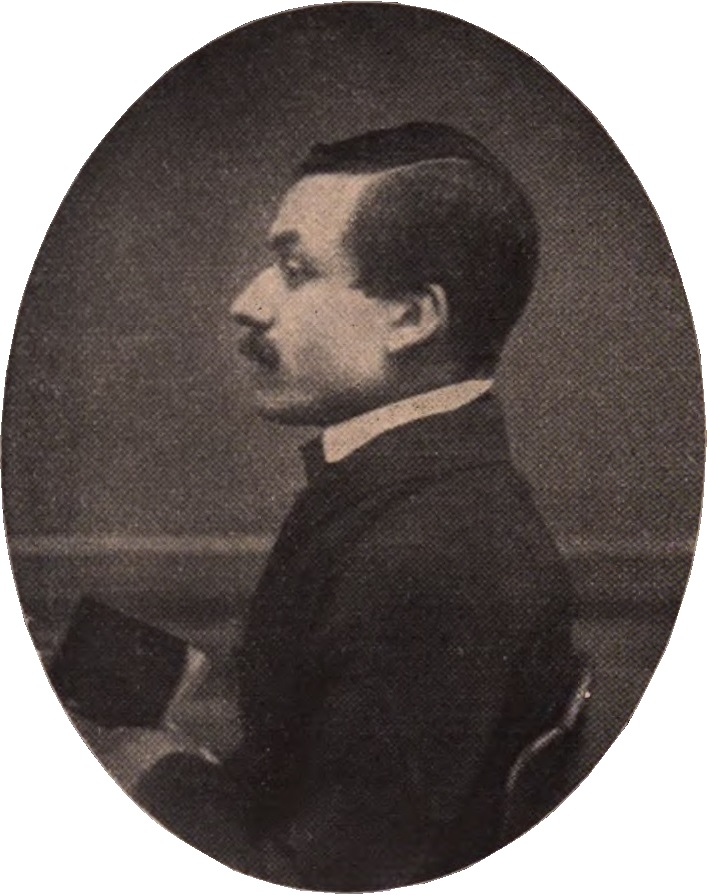
Ибрахим Шинаси — основатель турецкой драматургии

Начиная с XVI века, в Османской империи особую популярность приобрёл театр теней («Карагёз»), возникший под влиянием культуры Индии и Египта. В пьесах использовались куклы и марионетки, а также специальные световые эффекты и декорации, позволявшие создавать иллюзию многомерного сценического пространства. Куклы озвучивались актёрами, остававшимися за занавесом.
С середины XIX века, в связи с фундаментальными общественно-политическими реформами, получившими название «Танзимат», Османская империя начала быстро осваивать и внедрять многие явления культуры, пришедшие с Запада. С этим связано возникновение современного театра — с актёрами, пьесами и драматургами. Основателем турецкой драматургии считается Ибрахим Шинаси, написавший в 1860 году первую пьесу на турецком языке — «Şair Evlenmesi» (Сватовство поэта). Основатель турецкого театра — Акоп Вардовян.

## Кинематограф
Кинематограф на территории современной Турции возник ещё до того, как была провозглашена Турецкая Республика в 1923 году. Первая попытка запечатлеть что-либо на плёнку была сделана в 1896 году. Первым документальным фильмом считается короткометражный фильм Фуата Узкыная, снятый в 1914 году и показывающий разрушение памятника, возведённого в честь Сан-Стефанского мирного договора в западном пригороде Константинополя Сан-Стефано (ныне Ешилькёй (Yeşilköy — дословно «Зелёная деревня») в Стамбуле). Первый художественный фильм был начат Зигмундом Вайнбергом в 1916 году и закончен Фуатом Узкынаем в 1918 году. Фильм назывался «Женитьба Химмета Ага». В 1917 году вышли фильмы «Лапа» и «Шпион», автором которых был Седат Симави.
В 1932 году, с созданием фильма «Ateşten Gömlek» (Суровое испытание) зародился современный коммерческий кинематограф в Турции. Однако, начало Второй мировой войны надолго прервало развитие кинематографа, который после этого находился в упадке вплоть до середины 1950-х годов.
Киноиндустрия Турции того времени, по образцу Голливуда, получила своё особое название — Ешилчам (Yeşilçam, дословно, «зелёная сосна» — по названию улицы, на которой находились киностудии). Своеобразным апогеем развития Ешилчам были 1950—1970 годы, когда турецкая киноиндустрия производила по 250—350 фильмов в год.
После 1970-х годов, число фильмов пошло на убыль, частично в связи с развитием телевидения, а также из-за конкуренции со стороны западных фильмов. Лишь начиная с 2002 года начался новый подъём, который ознаменовался определённым успехом и признанием на международной арене некоторых фильмов и их авторов (таких, например, как Фатих Акин). В 2008 году создано всего лишь 50 фильмов, в 2009 году — 61 фильм.
Тем не менее, многие из этих фильмов — результат работы индивидуальных кинематографистов, а не киноиндустрии в целом, которая в последние годы становится частью международных конгломератов и всё более и более зависит от рекламного и дистрибьютерского потенциала таких компаний, как Warner Bros. и United International Pictures.
Телевидение
Наряду с кинематографом, Турция добилась заметных успехов и в области телевидения. Телепередачи, созданные в Турции, в частности, «мыльные оперы», приобрели огромную популярность за рубежами страны, особенно в арабском мире. Более вестернизированные и смелые по содержанию, чем арабская телепродукция, эти телесериалы являются своего рода связующим звеном между западным и исламским мироощущением.

## СМИ
- ИА Anadolu
- Doğan Holding — крупный медиахолдинг Турции.

Место в рейтинге свободы слова (Репортёры без границ): 154 (на 2020)
см. Категория:Средства массовой информации Турции

### Пресса
Рынок печатной прессы в Турции достаточно разнообразен; 94,4 % тиражируемой прессы – газеты. 
По области распространения турецкая пресса делится на три категории – национальные (распространяются на всю страну), региональные (7 и ли более илей) и местные (распространяются в пределах одного города, ильче или иля);
бо́льшая часть (порядка 81 %) циркулирующих на рынке турецких газет – местные (например, только в одном Измире существует, по меньшей мере, порядка 34 локальных газет); у журналов и прочей периодики также идёт преобладание национальной доли – 71,3 %.
Основные языки, используемые в печати – турецкий, персидский и французский.  Выходящая с 1961 года Hürriyet Daily News — старейшая из ныне существующих англоязычных газет Турции.

### Телевидение
Телевидение: 
согласно опросу, проведённому в 2020 г. Институтом по изучению журналистики Reuters (RISJ), Fox и NTV являются самыми надёжными новостными каналами в Турции по мнению граждан, а проправительственному телеканалу A Haber доверяют меньше всего.

### Интернет
Развитие и распространение интернета в Турции сыграло и продолжает играть большую роль в культурной жизни Турции. Во многих отдалённых провинциях, городках и деревнях, не имеющих достаточного количества библиотек, книжных магазинов и газетных киосков интернет позволяет широким слоям населения иметь доступ к необходимой информации и культурным сокровищам. Произведения многих турецких авторов выложены в Интернете, многие газеты имеют свои сайты. 
Число пользователей интернета за 10 лет (2000—2010) выросло в десять раз и достигло 26,5 миллионов к концу 2009 года.
Ограничения
Ограничительный закон в отношении интернета принят в 2007 году, когда на территории страны заблокировали блогохостинг Wordpress и несколько видеохостингов, в частности, DailyMotion и Vimeo.
С февраля 2014 года начал действовать закон, по которому доступ к сайту может быть заблокирован из-за наличия любого «оскорбительного контента».

## Религия

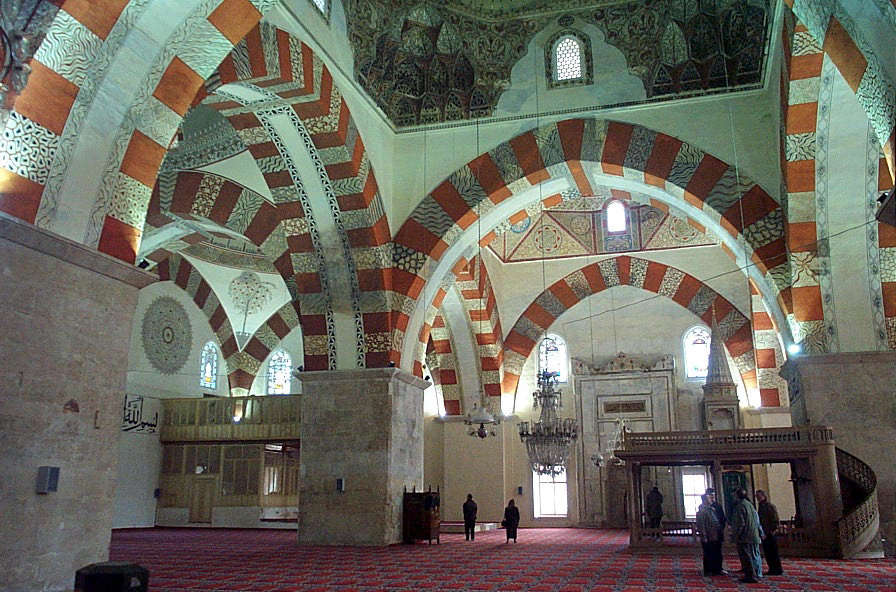
Интерьер мечети раннеосманского периода в г. Эдирне

99 % населения Турции — мусульмане, в основном — сунниты, но на востоке и юго-востоке страны есть шииты и алевиты. Многие турецкие традиции основаны на законах шариата. Исламский этикет требует носить скромную одежду и снимать обувь при посещении мечети. Женщинам предписывается ношение одежды, закрывающей большую часть тела. Тем не менее, Турция — в основном светская страна.
Реформы Кемаля Ататюрка привели к тому, что в стране довольно строго соблюдается принцип разделения религии и государства. На улицах многих городов можно видеть как женщин, носящих паранджу, так и женщин, одетых в современном западном стиле. Джинсы и мини-юбки не являются чем-то необычным. На улицах городов нередко можно увидеть западную и местную рекламу с элементами эротики, что противоречит требованиям ислама.
Среди турецких писателей, философов и богословов есть немало представителей, которые критично относятся к наиболее консервативным аспектам ислама и ратуют за реформы.Турецкая армия традиционно считается гарантом светского характера турецкого государства.

## Праздники
В Турции отмечаются как государственные, так и религиозные праздники. Среди государственных праздников самые значительные
- Новый Год — 1 января
- День национальной независимости и день детей — 23 апреля
- День молодежи и спорта — 19 мая
- День победы над греческой армией — 30 августа
- День провозглашения республики — 29 октября
- День памяти Ататюрка, первого президента Турецкой республики — 10 ноября. В этот день утром в 9:05 вся страна замирает на минуту в молчании, прохожие останавливаются, гудят сирены, сигналят машины.

Религиозные праздники отмечаются по лунному календарю, поэтому их дата каждый год меняется. Наиболее значительные праздники
- Рамадан — священный месяц, во время которого все мусульмане мира не едят и не пьют с рассвета до вечерней молитвы. В это время некоторые рестораны закрыты до заката, а в консервативных провинциальных городах считается дурным тоном (даже для не мусульманина) есть, пить и курить на виду у всех до вечерней молитвы.
- Курбан-Байрам (праздник жертвоприношения) — главный религиозный праздник в году и Шекер-Байрам (праздник сладостей, знаменует окончание поста Рамадан). Отмечаются они в течение 3-4 дней, причем целую неделю могут быть закрыты банки, переполнены отели и транспорт.

## События
Европейская столица культуры
Стамбул выбран Европейским Союзом на роль «Культурной столицы Европы» 2010 года. В рамках программы «Европейской столицы культуры» в Стамбуле проводятся многочисленные культурные мероприятия европейского значения.